# Viola
|  | Aquest article tracta sobre la viola, un instrument musical. Vegeu-ne altres significats a «viola (desambiguació)». |

La viola és un instrument de corda. Prové de l'anomenada viola da braccio (de braç) en oposició a la viola da gamba (de cama) i la viola de mà.

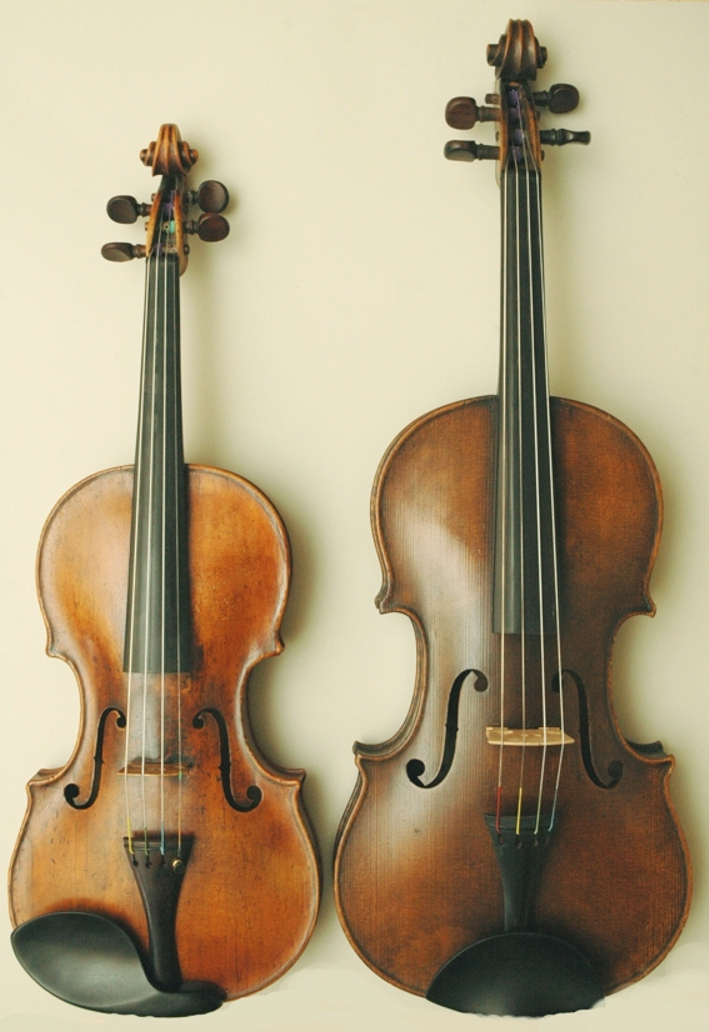
Comparació entre un violí (a l'esquerra) i una viola (a la dreta).

Instrument de corda fregada, ocupa el paper de contralt del quartet vocal. Té quatre cordes afinades per quintes: do 2, sol 3, re 4 i la 4. Està per tant afinada una quinta per sota del violí i una octava per sobre del violoncel.
A diferència del violí, no té una mida estàndard i la seva llargada oscil·la entre els 38 i els 44 centímetres de llargada de la caixa de ressonància. Normalment aquestes mesures s'indiquen en polzades (entre 15 i 17 polzades els instruments per a adults).
Els materials i la forma de l'instrument són iguals als del violí, però les seves dimensions són més grans. Les tècniques d'arc, de mà esquerra i de suport de l'instrument són pràcticament iguals a les del violí, si bé adaptant les relacions de pes i velocitat d'arc, així com el tipus de vibrat a la tessitura més greu de l'instrument. Això fa que hi hagi una llarga tradició -avui potser menys que en temps passats- d'instrumentistes que tocaven ambdós instruments.
La música de viola està escrita en clau de do en tercera per als registres greu i mig de l'instrument, i en clau de sol per als registres aguts.

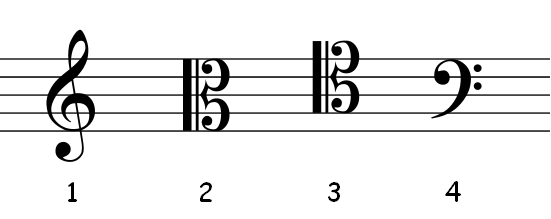
Les quatre claus més comunes:
1. Clau de sol (en segona)
2. Clau de do en tercera
3. Clau de do en quarta
4. Clau de fa (en quarta)

## Format

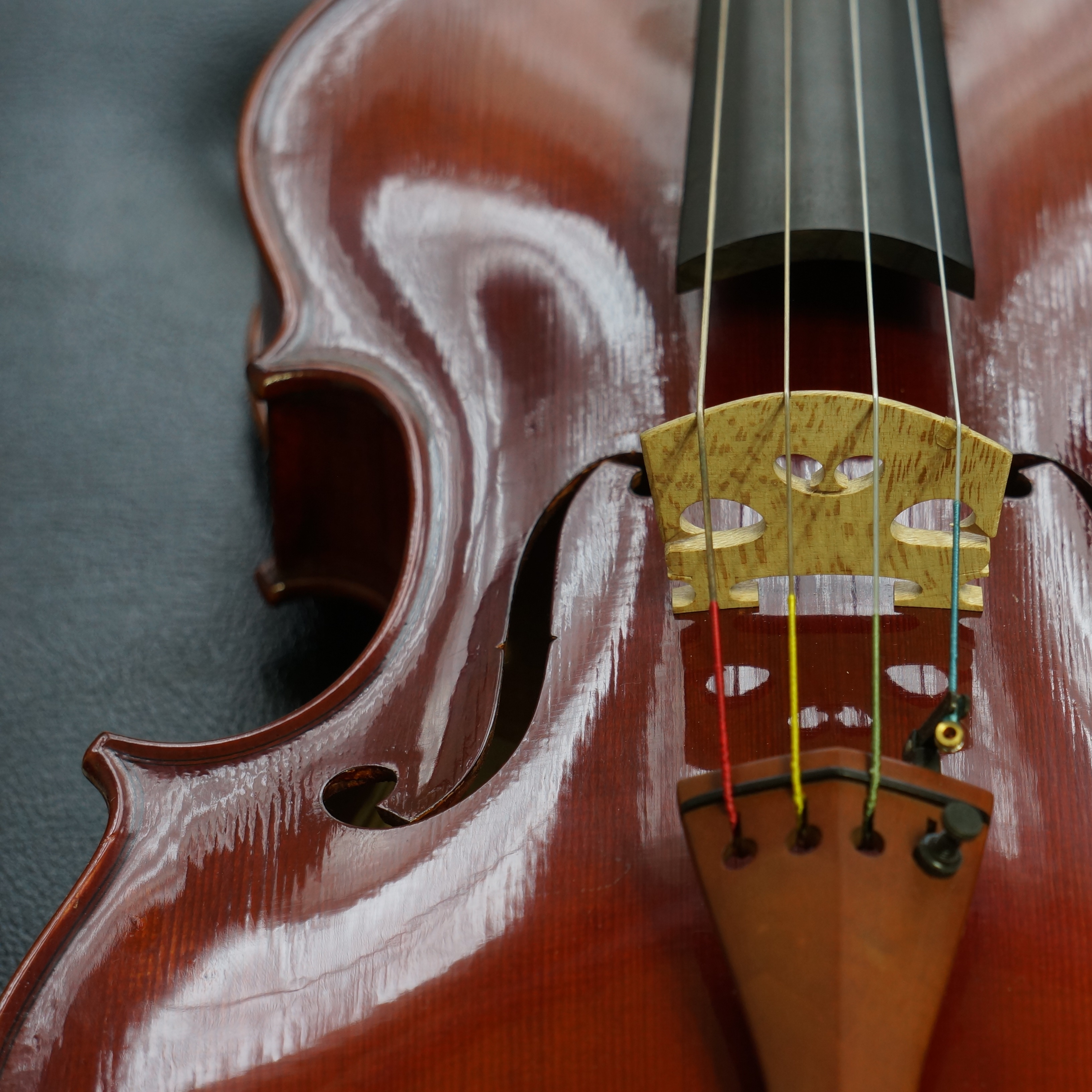
Primer pla del pont de la viola

La viola és similar en material i construcció al violí. El cos d'una viola de mida completa és entre 25 i 200 mm més llarg que el cos d'un violí de mida completa (és a dir, entre 38 i 46 cm), amb una longitud mitjana de 41 cm . Les violes petites que normalment es fan per a nens solen començar a partir de 30 cm, que equival a un violí de la meitat de la seva mida. Per a un nen que necessita una mida més petita, sovint es corda un violí de mida fraccionària amb les cordes d'una viola. A diferència del violí, la viola no té una mida completa estàndard. El cos d'una viola hauria de mesurar uns 51 cm de llarg per igualar l'acústica d'un violí, però només es pot tocar verticalment com un violoncel, d'aquí el nom viola vertical . Durant segles, els fabricants de violes han experimentat amb la mida i la forma de la viola, sovint ajustant les proporcions o la forma per fer un instrument més lleuger amb cordes més curtes, però amb una caixa de ressonància prou gran per conservar el so de la viola. Abans del segle xviii, les violes no tenien una mida uniforme. Les violes grans (tenors) van ser dissenyades per tocar les línies de viola del registre greu o la segona viola en harmonia de cinc veus, depenent de la instrumentació. Una viola més petita, més semblant a la mida del violí, s'anomenava viola contralto. Era més adequat per a l'escriptura en registres més aguts, com en les parts de viola 1, ja que el seu so era normalment més ric en el registre agut. La seva mida no era tan propícia per a un to ple en el registre greu.
En el passat, la viola variava en mida i estil, igual que els seus noms. La paraula viola prové de l'italià. Els italians sovint feien servir el terme Viola da braccio, que significa, literalment, «del braç». «Brazzo» era una altra paraula italiana per a la viola, que els alemanys van adoptar com a Bratsche. Els francesos tenien els seus propis noms: cinqiesme era una viola petita, haute contre era una viola gran i taile era un tenor. Avui dia, els francesos utilitzen el terme alto, una referència a la seva àrea de distribució.
La viola va ser popular durant l'apogeu de l'harmonia a cinc veus, fins al segle xviii, prenent tres línies de l'harmonia i ocasionalment tocant la línia melòdica. La música per a viola difereix de la majoria d'altres instruments en què utilitza principalment la clau d'alt. Quan la música per a viola té seccions substancials en un registre més agut, canvia a clau de sol per facilitar-ne la lectura.
La viola sovint interpreta les veus interiors en quartets de corda i escriptura simfònica, i és més probable que el primer violí toqui parts d'acompanyament. La viola ocasionalment juga un paper solista important en la música orquestral o de cambra. Alguns exemples són el poema simfònic Don Quixot, de Richard Strauss, el Quartet número 13 de Dmitri Xostakóvitx i una simfonia amb una línia principal de viola: Harold en Italie, d'Hector Berlioz. A principis del segle xx, més compositors van començar a escriure per a viola, encoratjats per l'aparició de solistes especialitzats com Lionel Tertis i William Primrose . Els compositors anglesos Arthur Bliss, Edwin York Bowen, Benjamin Dale, Frank Bridge, Benjamin Britten, Rebecca Clarke i Ralph Vaughan Williams van escriure importants obres de cambra i de concert. Moltes d'aquestes peces van ser encarregades per, o escrites per a, Tertis. William Walton, Bohuslav Martinů, Tōru Takemitsu, Tibor Serly, Alfred Schnittke i Béla Bartók han escrit coneguts concerts per a viola. Els concerts de Bartók, Paul Hindemith, Carl Stamitz, Georg Philipp Telemann i Walton es consideren obres importants del repertori per a viola . Hindemith, que era violista, va compondre una quantitat substancial de música per a viola, inclòs el concert Der Schwanendreher.

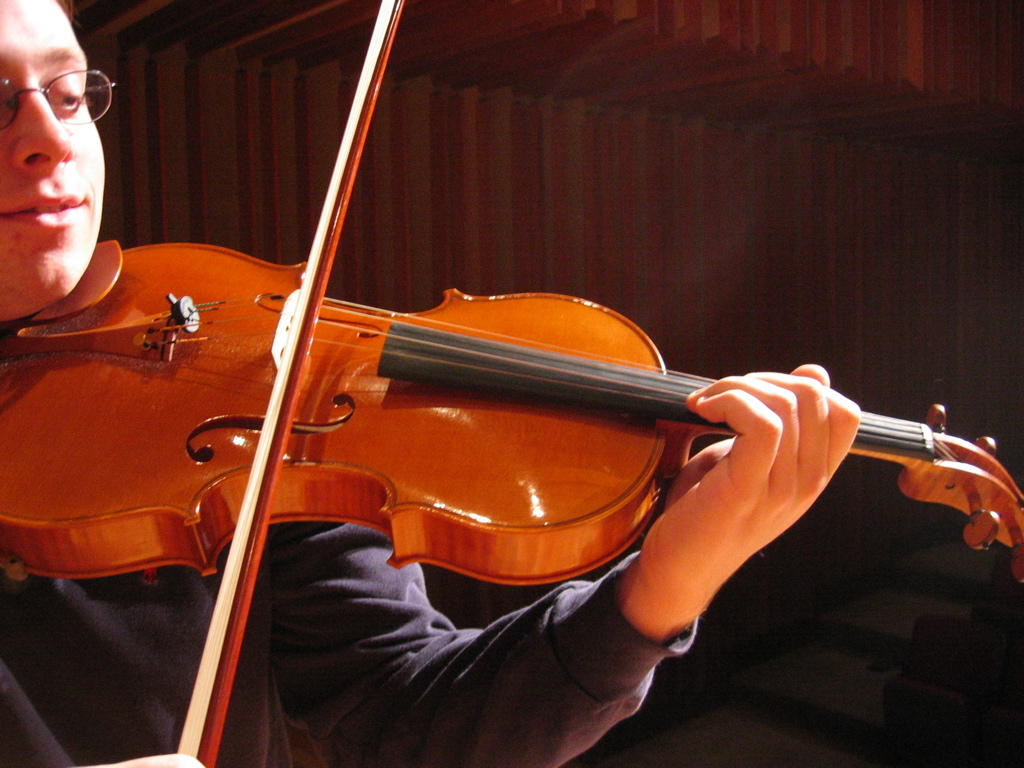
Jugant un

## Manera de tocar
La persona que toca la viola s'anomena violista o intèrpret de viola . La tècnica necessària per tocar una viola té certes diferències en comparació amb la d'un violí, en part a causa de la seva mida més gran: les notes estan més repartides al llarg del diapasó i sovint requereixen digitacions diferents. Les cordes menys sensibles de la viola i l'arc més pesat justifiquen una tècnica d'arc una mica diferent, i un violista ha de recolzar-se més intensament sobre les cordes.
La viola s'agafa de la mateixa manera que el violí; tanmateix, a causa de la seva mida més gran, cal fer alguns ajustaments per adaptar-s'hi. La viola, igual que el violí, es col·loca a sobre de l'espatlla esquerra, entre l'espatlla i el costat esquerre de la cara (la barbeta). A causa de la mida de la viola, els violistes amb braços curts tendeixen a utilitzar instruments més petits per facilitar la interpretació. Els ajustaments més immediatament perceptibles que ha de fer un intèrpret acostumat a tocar el violí són utilitzar digitacions més espaiades. És comú que alguns músics utilitzin un vibrato més ampli i intens a la mà esquerra, facilitat per l'ús de la part més carnosa del dit en lloc de la punta, i per mantenir l'arc i el braç dret més allunyats del cos del músic. Un violista ha de portar el colze esquerre més endavant o al voltant, per tal d'arribar a la corda més greu, cosa que permet que els dits premin fermament i així creïn un to més clar. Sovint s'utilitzen diferents posicions, inclosa la mitja posició.
La viola té cordes més gruixudes que les del violí. Això, combinat amb la seva mida més gran i el seu rang de to més baix, resulta en un to més profund i suau. Tanmateix, les cordes més gruixudes també fan que la viola respongui als canvis d'arc més lentament. A la pràctica, si un violista i un violinista toquen junts, el violista ha de començar a moure l'arc una fracció de segon abans que el violinista. Les cordes més gruixudes també signifiquen que s'ha d'aplicar més pes amb l'arc per fer-les vibrar.
L' arc de la viola té una banda de crinera de cavall més ampla que l'arc d'un violí, cosa que es nota especialment a prop de la granota (o taló al Regne Unit). La viola fa un arc, a 70-74 g són més pesats que els arcs de violí (58-61 g ). El perfil de la cantonada exterior rectangular d'una granota d'arc de viola generalment és més arrodonit que en els arcs de violí.

## Afinació

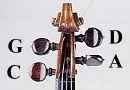
Encordat normal que es mostra aquí; alguns intèrprets inverteixen el Sol i el Do.

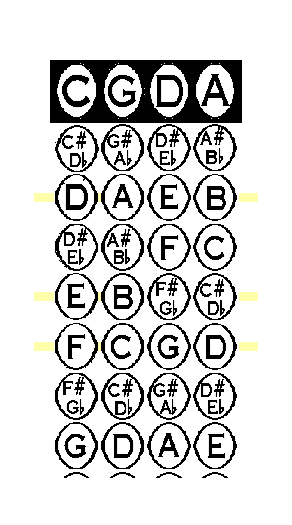
Digitació de viola en primera posició

Les quatre cordes de la viola normalment s'afinen en quintes: la corda més greu és Do (una octava per sota del Do central), amb Sol, Re i La per sobre. Aquesta afinació és exactament una quinta per sota del violí, de manera que tenen tres cordes en comú —Sol, Re i La— i és una octava per sobre del violoncel.
Cada cadena d'una viola s'embolica al voltant d'una clavilla prop del rotllo i s'ajusta girant la clavilla. Estrènyer la cadena augmenta el to; afluixar la cadena disminueix el to. La cadena A normalment s'ajusta primer, al to del conjunt: generalment 400–442 Hz. Les altres cordes se sintonitzen a continuació en intervals de cinquens, generalment per doblegar dues cordes simultàniament. La majoria dels violes també tenen ajustadors, afinadors fins que fan ajustos de to més fins. Alguns violistes triaran només tenir un afinador fi en la cadena A; uns altres trien tenir afinadors fins en totes les cordes. Aquests ajusten la tensió de la corda mitjançant la rotació d'un petit botó per sobre de la peça de cua. Tal afinació és generalment més fàcil d'aprendre que l'ús de les clavilles, i els ajustadors generalment es recomanen per als jugadors més joves i es posen en violes més petites, encara que els pegs i els ajustadors generalment s'utilitzen junts. Alguns violistes inverteixen l'afinació de les cordes C i G, per la qual cosa la cadena C més gruixuda no es torna tan severa un angle sobre la rosca, encara que això és rar.
També es poden fer petits ajustos d'afinació temporals estirant una corda amb la mà. Una corda es pot afinar cap avall estirant-la per sobre del diapasó o cap amunt prement la part de la corda dins del clavijer. Aquestes tècniques poden ser útils en actuacions com ara concerts en directe, reduint els efectes nocius d'una corda o viola desafinada fins que tingui l'oportunitat adequada per afinar.
L'afinació C–G–D–A s'utilitza per a la gran majoria de tota la música per a viola. No obstant això, ocasionalment s'utilitzen altres afinacions, tant en la música clàssica, on la tècnica es coneix com a scordatura, com en alguns estils folklòrics . Mozart, a la seva Simfonia Concertante per a violí, viola i orquestra en mi ♭, va escriure la part de viola en re major i va especificar que el violista eleva les cordes un semitò . Probablement tenia la intenció de donar a la viola un to més brillant perquè la resta de l'orquestra no la domines. Tertis, en la seva transcripció del concert per a violoncel d'Elgar, va escriure el moviment lent amb la corda de Do afinada a Si ♭, permetent que la viola toqués un passatge una octava més baixa.

## Organitzacions i recerca
Un renovat interès per la viola per part d'intèrprets i compositors al segle XX va conduir a una major recerca dedicada a l'instrument. Paul Hindemith i Vadim Borissovski van fer un primer intent d'organització, el 1927, amb la Unió Mundial de Violistes. Però no va ser fins al 1968, amb la creació de la Viola-Forschungsgesellschaft, ara la Societat Internacional de la Viola (IVS), que va prendre forma una organització duradora. L'IVS ara consta de dotze seccions arreu del món, la més gran de les quals és l' American Viola Society (AVS), que publica el Journal of the American Viola Society. A més de la revista, l'AVS patrocina el concurs de recerca David Dalton i el concurs internacional de viola Primrose.
La dècada del 1960 també va veure l'inici de diverses publicacions de recerca dedicades a la viola, començant per Literatur für Viola de Franz Zeyringer, que ha experimentat diverses versions, la més recent de les quals va ser el 1985. El 1980, Maurice Riley va fer el primer intent d'una història completa de la viola amb la seva obra History of the Viola, que va ser seguida pel segon volum el 1991. L'IVS va publicar l'Anuari Viola multilingüe de 1979 a 1994, període durant el qual diverses altres seccions nacionals de l'IVS van publicar els seus respectius butlletins informatius. L'Arxiu Internacional de Viola de Primrose a la Universitat Brigham Young alberga la major quantitat de material relacionat amb la viola, incloent-hi partitures, enregistraments, instruments i materials d'arxiu d'alguns dels violistes més importants del món.

## Música

### Llegir música
La música escrita per a viola utilitza principalment la clau d'alt, que d'altra banda s'utilitza rarament. La música per a viola utilitza la clau de sol quan hi ha seccions substancials de música escrites en un registre més agut. La clau d'alt es defineix per la col·locació de Do 4 a la línia mitjana del pentagrama.
Com que la viola s'afina exactament una octava per sobre del violoncel, la música escrita per a violoncel es pot transcriure fàcilment per a clau d'alt sense cap canvi de tonalitat. Per exemple, hi ha nombroses edicions de les Suites per a violoncel de Bach transcrites per a viola. La viola també té l'avantatge d'una longitud d'escala més petita en comparació amb el violoncel. Això significa que els estiraments que necessiten els violoncel·listes per tocar certes notes són més fàcils d'aconseguir amb la viola. Tanmateix, s'han de fer canvis ocasionals a causa de les diferències en la manera com es toquen els dos instruments, així com de les seves diferències en el registre.

### Paper en obres anteriors al segle XX
En la música orquestral primerenca, la part de viola es limitava normalment a omplir harmonies, amb molt poc material melòdic assignat. Quan a la viola se li assignava una part melòdica, sovint es duplicava (o estava a l'uníson amb) la melodia tocada per altres cordes.
Els concerti grossi Concerts de Brandenburg, compostos per J. S. Bach, eren inusuals en l'ús de la viola. El tercer concerto grosso, escrit per a tres violins, tres violes, tres violoncels i baix continu, requereix virtuosisme dels violistes. De fet, la viola I té un solo en l'últim moviment que es troba habitualment en audicions orquestrals. El sisè concerto grosso, el Concert de Brandenburg núm. 6, que va ser compost per a 2 violes (concertino), violoncel, 2 violes de gamba i baix continu, tenia les dues violes interpretant el paper melòdic principal. També va utilitzar aquest conjunt inusual a la seva cantata, Gleichwie der Regen und Schnee vom Himmel fällt, BWV 18 i a Mein Herze schwimmt im Blut, BWV 199, el coral va acompanyat d'una viola obligada.
Hi ha alguns concerts barrocs i clàssics, com els de Georg Philipp Telemann (un per a viola sola, un dels primers concerts per a viola coneguts, i un per a dues violes ), Alessandro Rolla, Franz Anton Hoffmeister i Carl Stamitz.
La viola juga un paper important en la música de cambra. Mozart va fer servir la viola de maneres més creatives quan va escriure els seus quintets de sis cordes. Els quintets de viola utilitzen dues violes, cosa que els allibera (especialment la primera viola) per a passatges solistes i augmenta la varietat d'escriptura possible per al conjunt. Mozart també va escriure per a viola la seva Simfonia Concertante, un conjunt de dos duets per a violí i viola, i el Trio Kegelstatt per a viola, clarinet i piano. El jove Felix Mendelssohn va escriure una Sonata per a viola en do menor poc coneguda (sense número d'opus, però que data del 1824). Robert Schumann va escriure el seu Märchenbilder per a viola i piano. També va compondre un conjunt de quatre peces per a clarinet, viola i piano, Märchenerzählungen.
Max Bruch va escriure una romança per a viola i orquestra, el seu Op. 85, que explora les capacitats emotives del timbre de la viola. A més, les seves Vuit peces per a clarinet, viola i piano, op. 83, presenta la viola en un aspecte solista molt prominent al llarg de tota la partitura. El seu Concert per a clarinet, viola i orquestra, op. 88, ha estat força destacat en el repertori i ha estat enregistrat per violistes destacats al llarg del segle XX.
Des de les seves primeres obres, Brahms, va compondre música en què destacava la viola. Entre les seves primeres peces de música de cambra publicades, els sextets per a corda Op. 18 i Op. 36 contenen el que equival a parts solistes per a ambdues violes. Ja a finals de la seva vida, va escriure dues sonates per a clarinet i piano molt admirades, l'Op. 120 (1894): més tard va transcriure aquestes obres per a viola (la part solista del seu Trio de trompa també està disponible en una transcripció per a viola). Brahms també va escriure Dues cançons per a veu, viola i piano, op. 91, Gestillte Sehnsucht ('Anhel satisfet') i Geistliches Wiegenlied ('Cançó de bressol espiritual') com a regals per al famós violinista Joseph Joachim i la seva dona, Amalie . Dvořák tocava la viola i, pel que sembla, va dir que era el seu instrument preferit: la seva música de cambra és rica en parts importants per a la viola. Dos compositors txecs, Bedřich Smetana i Leoš Janáček, van incloure parts significatives de viola, originalment escrites per a viola d'amore, als seus quartets From My Life i Intimate Letters respectivament: els quartets comencen amb una declaració apassionada de la viola. Això és similar a Bach, Mozart i Beethoven, tots dos tocant ocasionalment la part de viola en música de cambra.
La viola ocasionalment té un paper important en la música orquestral, un exemple destacat és el poema simfònic Don Quixot de Richard Strauss per a violoncel sol, viola i orquestra. Altres exemples són la variació «Ysobel» de les Variacions Enigma d'Edward Elgar i el solo de la seva obra In the South (Alassio), l'escena del Pas de deux de l'acte 2 de Giselle d'Adolphe Adam i el moviment «La Paix» del ballet Coppélia de Léo Delibes, que presenta un llarg solo de viola.
El Rèquiem de Gabriel Fauré va ser originalment compost (el 1888) amb seccions de viola dividides, sense les seccions de violí habituals, i només tenia un violí sol per al Sanctus . Més tard va ser composta per a orquestra amb seccions de violí i publicada el 1901. Hi ha disponibles enregistraments de les partitures més antigues amb violes.
Tot i que el repertori per a viola és força extens, la quantitat escrita per compositors coneguts anteriors al segle XX és relativament petita. Hi ha moltes transcripcions d'obres per a altres instruments per a la viola i el gran nombre de composicions del segle XX és molt divers. Vegeu The Viola Project al Conservatori de Música de San Francisco, on la professora de viola Jodi Levitz ha emparellat un compositor amb cadascun dels seus alumnes, donant com a resultat un recital d'obres noves interpretades per primera vegada.

### Segle XX i més enllà
A principis del segle xx, més compositors van començar a escriure per a viola, encoratjats per l'aparició de solistes especialitzats com ara Tertis. Els anglesos Arthur Bliss, Edwin York Bowen, Benjamin Dale i Ralph Vaughan Williams van escriure obres de cambra i de concert per a Tertis. William Walton, Bohuslav Martinů i Béla Bartók van escriure concerts de viola molt coneguts. Hindemith va compondre una quantitat substancial de música per a viola; com que ell mateix era violista, sovint interpretava les seves pròpies obres. La Sonata per a flauta, viola i arpa de Claude Debussy ha inspirat un nombre significatiu d'altres compositors a escriure per a aquesta combinació.
Charles Wuorinen va compondre les seves virtuoses Variacions per a viola el 2008 per a Lois Martin. Elliott Carter també va escriure diverses obres per a viola, inclosa la seva Elegia (1943) per a viola i piano; posteriorment va ser transcrita per a clarinet. Ernest Bloch, un compositor estatunidenc nascut a Suïssa conegut sobretot per les seves composicions inspirades en la música jueva, va escriure dues obres famoses per a viola, la Suite 1919 i la Suite Hébraïque per a viola solista i orquestra. Rebecca Clarke va ser una compositora i violista del segle XX que també va escriure extensament per a viola. Lionel Tertis registra que Elgar (el concert per a violoncel del qual Tertis va transcriure per a viola, amb el moviment lent en scordatura), Alexander Glazunov (que va escriure una Elegia, op. 44, per a viola i piano), i Maurice Ravel van prometre concerts per a viola, però tots tres van morir abans de fer-hi cap treball substancial.
A la darrera part del segle XX es va produir un repertori substancial per a la viola; molts compositors, com ara Miklós Rózsa, Revol Bunin, Alfred Schnittke, Sofia Gubaidúlina, Guia Kantxeli i Krzysztof Penderecki, han escrit concerts per a viola . El compositor estatunidenc Morton Feldman va escriure una sèrie d'obres titulades The Viola in My Life, que inclouen parts de viola concertant . En la música espectral, la viola ha estat molt sol·licitada pels seus parcials harmònics més greus, que s'escolten més fàcilment que al violí. Compositors espectrals com Gérard Grisey, Tristan Murail i Horațiu Rădulescu han escrit obres en solitari per a viola. Els compositors neoromàntics i postmoderns també han escrit obres significatives per a viola, com ara el Concert per a viola op. 56 i la Sonata op. 87 de Robin Holloway, Peter Seabourne, una gran obra de cinc moviments amb piano, Pietà, el Concert per a viola núm. 1 d'Airat Ichmouratov, op. 7 i les Tres romances per a viola, cordes i arpa, op. 22.

### Música pop contemporània
La viola s'utilitza de vegades en la música popular contemporània, principalment en l'avantguarda. John Cale de The Velvet Underground feia servir la viola, igual que alguns grups moderns com la banda de rock alternatiu 10.000 Maniacs, Imagine Dragons, el duet folk John &amp; Mary, British Sea Power, The Airborne Toxic Event, Marillion i altres, sovint amb instruments en un ambient de cambra. La música jazz també ha vist la seva quota de violistes, des dels que es feien servir a les seccions de corda a principis del 1900 fins a un grapat de quartets i solistes que van sorgir a partir dels anys seixanta. Tot i això, és força inusual utilitzar instruments de corda fregada individuals en la música popular contemporània.

### En la música folklòrica

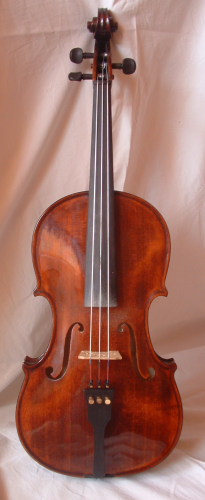
Viola de 3 cordes, utilitzada en la música folklòrica hongaresa i romanesa

Tot i que no s'utilitza tan habitualment com el violí en la música folk, la viola és utilitzada per molts músics folk d'arreu del món. La Dra. Lindsay Aitkenhead ha dut a terme una extensa investigació sobre l'ús històric i actual de la viola en la música folk. Entre les intèrprets d'aquest gènere hi ha Eliza Carthy, Mary Ramsey, Helen Bell i Nancy Kerr. Clarence Gatemouth Brown va ser l'exponent més destacat de la viola en el gènere del blues.
La viola també és un instrument d'acompanyament important en la música folklòrica de corda eslovaca, hongaresa i romanesa, especialment a Transsilvània. Aquí l'instrument té tres cordes afinades Sol3 –Re4 –La3 (tingueu en compte que el La és una octava més baixa que la de l'instrument estàndard), i el pont és aplanat amb l'instrument tocant acords de manera fortament rítmica. En aquest ús, s'anomena kontra o brácsa (pronunciat bra-cha, de l'alemany Bratsche, 'viola').

## Violistes notables
Hi ha pocs solistes virtuosos de la viola coneguts, potser perquè es va escriure poca música virtuosa per a viola abans del segle XX. Entre els violes més destacats de la dècada anterior al segle XX hi ha Stamitz, Rolla, Antonio Rolla, Chrétien Urhan, Casimir Ney, Louis van Waefelghem i Ritter. Alguns dels pioners importants de la viola del segle XX van ser Tertis, William Primrose, Hindemith, Théophile Laforge, Cecil Aronowitz, Maurice Vieux, Borisovsky, Lillian Fuchs, Dino Asciolla, Frederick Riddle, Walter Trampler, Ernst Wallfisch, Csaba Erdélyi, l'únic violista que va guanyar el Concurs Internacional de Violí Carl Flesch, i Emanuel Vardi, el primer violista que va enregistrar els 24 Capricis de Paganini amb viola. Molts violinistes destacats han actuat i gravat públicament amb la viola, entre ells Eugène Ysaÿe, Yehudi Menuhin, David Oistrakh, Pinchas Zukerman, Maxim Vengerov, Julian Rachlin, James Ehnes i Nigel Kennedy .
Entre els grans compositors, diversos preferien la viola al violí quan tocaven en conjunts, els més destacats van ser Ludwig van Beethoven, Bach i Mozart. Altres compositors també van optar per tocar la viola en conjunts, com ara Joseph Haydn, Franz Schubert, Mendelssohn, Dvořák i Benjamin Britten . Entre les violistes i compositores més destacades hi ha Rebecca Clarke i Hindemith. Els compositors i violistes contemporanis Kenji Bunch, Scott Slapin i Lev Zhurbin han escrit diverses obres per a viola.

## Curiositat cultural
Es creu que els acudits de violes, relacionats amb els músics i la interpretació d'instruments, sobre tot de la viola, van aparèixer durant el segle xviii a Europa.

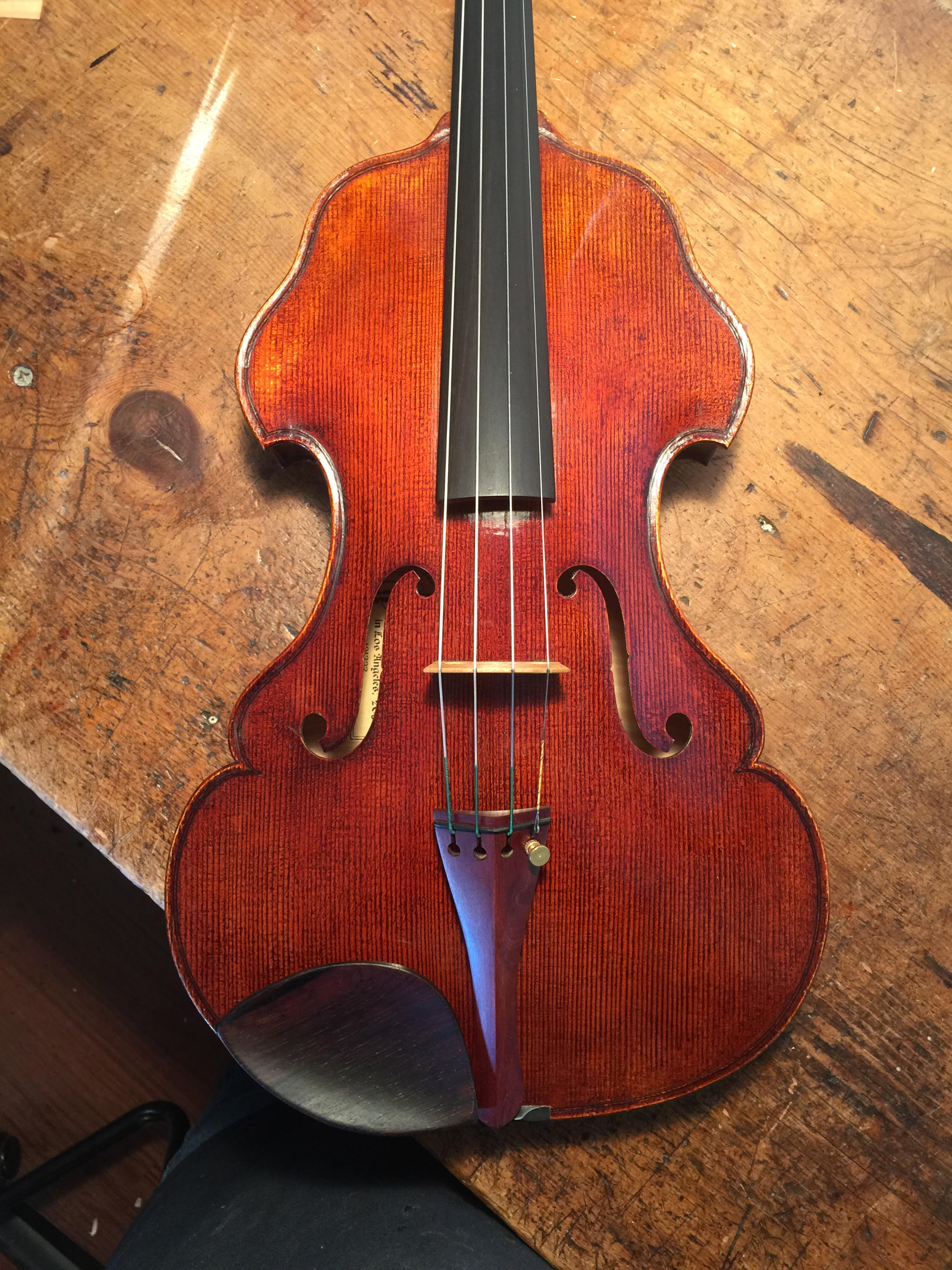
Viola Oak Leaf, Eric Benning, violins Benning

Diversos experiments han intentat augmentar la mida de la viola per millorar-ne el so i l'harmonia. La viola alta de Hermann Ritter, que mesurava uns 48 cm, estava pensada per ser utilitzada a les òperes de Wagner. La viola model Tertis, que té els plecs més amples i les costelles més profundes per promoure un millor to, és una altra forma lleugerament no estàndard que permet a l'intèrpret utilitzar un instrument més gran. Molts experiments amb l'acústica d'una viola, en particular augmentant la mida del cos, han donat com a resultat un to molt més greu, fent que s'assembli al to d'un violoncel. Com que molts compositors van escriure per a una viola de mida tradicional, sobretot en música orquestral, els canvis en el to d'una viola poden tenir conseqüències no desitjades sobre l'equilibri dels conjunts.
Un dels fabricants de violes més notables del segle XX va ser l'anglès A. E. Smith, les violes del qual són molt buscades i valorades. Moltes de les seves violes romanen a Austràlia, el seu país de residència, on durant algunes dècades els violistes de l' Orquestra Simfònica de Sydney en van tenir una dotzena a la seva secció.
Innovacions més recents (i amb formes més radicals) han abordat els problemes ergonòmics associats a tocar la viola fent-la més curta i lleugera, alhora que han trobat maneres de mantenir el so tradicional. Aquests inclouen la viola cutway d'Otto Erdesz, que té una espatlla retallada per facilitar el canvi; la viola Oak Leaf, que té dos atacs addicionals; violes amb forma de viola com el model Evia de Joseph Curtin, que també utilitza un coll mòbil i una part posterior de fibra de carboni xapada amb auró, per reduir el pes; violes tocades de la mateixa manera que els violoncels (vegeu viola vertical ); i les crida/anomenaneres formes a l'estil dalinià de les violes de Bernard Sabatier en mides fraccionàries —que semblen haver-se fos— i les violes model Pellegrina de David Rivinus.
Han aparegut altres experiments que tracten el problema ergonomia vs. so. El compositor estatunidenc Harry Partch va equipar una viola amb un mànec de violoncel per permetre l'ús de la seva escala de 43 tons, anomenada viola adaptada. Els lutiers també han creat violes de cinc cordes, que permeten un rang de reproducció més gran.